# Леді у фургоні
«Леді у фургоні» (англ. The Lady in the Van) — британський драматичний фільм, знятий Ніколасом Гайтнером за однойменною п'єсою британського драматурга Алана Беннетта 1999 року. Світова прем'єра стрічки відбулась 12 січня 2015 року в секції «Спеціальні покази» міжнародного кінофестивалю у Торонто.

## У ролях
- Меггі Сміт — Мері Шеперд
- Алекс Дженнінгс —  Алан Беннетт
- Джим Бродбент — Андервуд
- Френсіс де ла Тур — Урсула Вон Вілльямс
- Роджер Аллам — Руфус